# Сошо
Сошо́ (фр. Sochaux) — коммуна на востоке Франции, в департаменте Ду в регионе Франш-Конте. Сошо является административным центром кантона фр. Sochaux-Grand-Charmont.

## География
Сошо расположен в 3 км на восток от Монбельяра.

## Демография
| Год  | Население |
| ---- | --------- |
| 1962 | 4 675     |
| 1968 | 6 116     |
| 1975 | 6 344     |
| 1982 | 5 254     |
| 1990 | 4 419     |
| 1999 | 4 491     |
| 2004 | 4 552     |

Жителей называют англ. Sochaliens.

## Экономика
В Сошо располагается большой завод компании PSA Peugeot Citroën, который основан в 1912 году. На этом предприятии трудится 12 500 работников. В 2008 году на заводе произведено 290 000 автомобилей. Текущая производственная программа состоит из: хетчбэки и универсалы Peugeot 308, кроссоверы 3008 (530 шт./день), минивэны 5008 (360 шт./день) и т. д. В городе также имеется автомобильный музей Peugeot (фр. Musée de l’Aventure Peugeot).

## Спорт
Городской футбольный клуб «Сошо» основан в 1928 году. Участвует в играх Чемпионата Франции по футболу. 13 мая 2007 года, FCSM нанёс поражение марсельскому Олимпику (фр. l’Olympique de Marseille) выиграв Кубок Франции во второй раз после 1937 года.